# Haus Jandorf
Das Haus Jandorf ist ein Baudenkmal im Berliner Ortsteil Dahlem, Gelfertstraße 32–34. Es wurde nach Plänen des Architekten Friedrich Blau für den Kaufmann Moritz Jandorf in den 1920er Jahren errichtet.

## Lage
Das Bauwerk hat seine Hauptachse in Nord-Süd-Richtung und befindet sich (im Flugbild gesehen) prinzipiell in einer Bauflucht mit den benachbarten Villen. Die Garage mit den Maßen 7,50 m breit und 8 m lang steht nordwestlich in einem Abstand von rund sieben Metern parallel zum Wohnhaus.

## Geschichte
Moritz Jandorf war einer der Brüder des bekannten jüdischen Kaufhausgründers Adolf Jandorf, der ab dem Ende des 19. Jahrhunderts mit seinen Einrichtungen für die Entwicklung Berlins zu einer Großstadt einen bedeutenden Beitrag leistete. Moritz (geboren 1879, gestorben nach 1962) war der Leiter des Kaufhauses in der Brunnen- Ecke Invalidenstraße seit dessen Eröffnung.
Einem Kaufhauschef stand auch eine repräsentative Wohngelegenheit zu. So fertigte Architekt Friedrich Blau die Baupläne, die Ausführung vor Ort erfolgte durch Otto Marzillier. Zuvor wohnte Moritz Jandorf in der Klaus-Groth-Straße 7 in Berlin-Westend.
Neben dem neuen Wohnhaus entstand – von gleicher Hand im angepassten Stil geplant – eine Garage und auch die Gartenumrandung mit gemauerten Zaunsäulen hat der Architekt mitgeplant.
Das Berliner Denkmalamt hat die Villa in seine Liste aufgenommen, weil es unter anderem als „baugeschichtliches Zeugnis für die gestalterische Umbruchsituation in und unmittelbar nach der Inflationszeit“ gilt.

## Beschreibung
Das Gebäude ist ein abgeputzter Ziegelbau im Stil des spätbarocken Klassizismus. Es ist dreigeschossig, symmetrisch angeordnet und verfügt über einen rechteckigen Grundriss von rund 330 m² (15,7 m × 21 m).
Bemerkenswert ist der Risalit auf der Straßenseite, der in einem offenen großzügigen Balkon endet. Ein Pultdach mit teilweisen Dachgauben schließt das Bauwerk ab. An der Südwestecke befindet sich ein Viertelrund-Anbau mit zwei Erkern übereinander. Als Bauschmuck dienen vier aus hellem Kalkstein geschlagene Schmuckvasen auf dem straßenseitigen waagerechten Giebelabschluss. Zusätzlich verfügt der Bau auf der Gartenseite über je einen trapezförmigen Vorbau nördlich und südlich, dazwischen erstreckt sich eine offene Terrasse.
Die Fassade der Villa ist orangefarbig ausgeführt, ebenso wie der Garagenbau.
Zum Anwesen führt ein schmiedeeisernes Tor hinein. Metallgitterstäbe mit je einem Mittelornament schützen die Fenster im Erdgeschoss. Die Metallarbeiten sind erhalten.

## Nutzungen
Familie Moritz Jandorf ist noch bis 1934 im Adressbuch verzeichnet, danach verliert sich ihre Spur in Berlin.
Zu Beginn der 1940er Jahre ist im Berliner Adressbuch als Besitzer des Anwesens Gelfertstraße 32/34 der Großkaufmann A. Ludwig eingetragen. Auch noch 1943 weist das Adressbuch Ludwig als Eigentümer aus.
Unmittelbar nach Kriegsende 1945 diente die genannte Villa für fünf Monate als Sitz für den US-amerikanischen Colonel Edgar N. Johnson.
Im Jahr 1970 wird Baurat Diplom-Ingenieur Werner Kühn als Eigentümer der Immobilie ausgewiesen.
In den 2010er Jahren war vorgesehen, die Villa für die Unterbringung der wirtschafts- und sozialwissenschaftlichen Fakultät der Freien Universität anzumieten.
Wer gegenwärtig der aktuelle Besitzer ist, bleibt unklar (Stand: 2023).